# 海因茨·奥尔斯瓦尔德

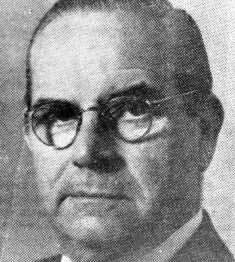
海因茨·奥尔斯瓦尔德

海因茨·奥尔斯瓦尔德（Heinz Auerswald，1908年7月26日—1970年12月5日）是一位德国律师，曾于1933年加入纳粹德国党卫队。他于1937年加入纳粹党。
战后，奥尔斯瓦尔德在杜塞尔多夫定居，而且從事律师工作。后来，多特蒙德检察院发起了针对奥尔斯瓦尔德参与纳粹战争罪行的初步调查，但为时已晚，奥尔斯瓦尔德于1970年死亡，调查终止。